# Wild Cherry
Wild Cherry fue una banda de funk rock que tuvo gran éxito en el año 1976 por su canción "Play That Funky Music".

## Historia
Rob Parissi (voz principal y guitarra) se crio en la ciudad del molino de acero de Mingo Junction, Ohio. Parissi se graduó de la Mingo High School en 1968. Rob formó su primera banda en 1970 en Steubenville, Ohio, una milla la norte de Mingo Junction a lo largo del río Ohio. El nombre del grupo "Wild Cherry" fue tomada de una caja de pastillas para la tos, mientras que Rob estaba recuperándose de una breve estancia en el hospital. La banda tocó en la región del valle de Ohio, el brazo territorial de Virginia Occidental, y Pittsburgh, Pennsylvannia. La alineación original incluía a: Ben DiFabbio - Batería, voz principal y de fondo - de Mingo, Junction, Louie Osso - Guitarra, coros - de Steubenville, Ohio, Larry Brown - Bajo, vocalista principal y de fondo - de Weirton, West Virginia, Larry Mader - teclados, voz principal, y coros - de East Springfield, Ohio, y por supuesto, Rob Parissi - Guitarra.
Después de que los miembros originales abandonaran la banda, hubo otros miembros que también tuvieron mucho éxito, como la prima de Tob, Coogie Stoddart - guitarra, coros y Joe Buchmelter al bajo.
Varios otros registros fueron publicados bajo su propia etiqueta, incluyendo "You Can Be High (But Lay Low)", en una fecha desconocida, y "Something Special On Your Mind", de 1971. La música en esta etapa es el rock puro, no el funk. Wild Cherry finalmente ganó un contrato de grabación con Brown Bag Records. Varios demos y sencillos fueron producidos incluyendo "Get Down", de 1973 (re-lanzamiento de la etiqueta anterior), y "Show Me Your Badge", de 1973.
La banda se separó cuando Parissi se desilusionó abandonando la escena musical para convertirse en el administrador de un restaurante especializado en carnes locales. Rob rápidamente se dio cuenta de que el concierto en Steakhouse los iba a separar. Como su entusiasmo por la música finalmente regresó, Rob decidió dar a la empresa una última oportunidad.
Parissi re-formó la banda con nuevos músicos. La nueva alineación consistía en Bryan Bassett (guitarra/voz) y Ronald Beitle (batería/percusión/voz), ambos de Pittsburgh, Pennyslvania, y Allen Wentz (bajo/sintetizador/voz), originario de Detroit, Míchigan. Como cuarteto de rock duro, comenzaron a trabajar sin parar y a construir canciones en el área de Pittsburgh, preguntándose varias veces por los oyentes de música disco. La música disco estaba empezando a tomar su dominio en la radio y en la pista de baile. En el Club 2001 en Pittsburgh, una mesa llena de fanes afroamericanos seguían llegando a la etapa y la burla: "¿Estos niños blancos van a tocar algo de música funky?". Una noche durante una pausa entre las series, el baterista Ron Beitle, en una reunión del grupo en el vestuario, pronunció la frase mágica que con el tiempo se oyó en todo el mundo: "Play That Funky Music White Boy".

## Discografía

### Álbumes
- Wild Cherry (1976)
- Electrified Funk (1977)
- I Love My Music (1978)
- Only the Wild Survive (1979)

### Compilaciones
- Play the Funk (2000)
- Super Hits (2002)

### Sencillos
- "Show Me Your Badge/Bring Back the Fire" (1973)
- "Play That Funky Music" (1976)
- "I Feel Sanctified" (1976)
- "Baby Don't You Know" (1977)
- "Hold On (With Strings)" (1977)
- "Hot to Trot" (1977) - también publicado como parte de una cara A de "Play That Funky Music" en 1977
- "123 Kind of Love" (1978)
- "This Old Heart of Mine" (1978)
- "Try a Piece of My Love" (1979)

### 7" promos
- "Get Down (1972)
- "Show Me Your Badge"
- "Hold On (With Strings)" (1977)

### 12" promos
- "Don't Wait Too Long/Try a Piece of My Love" (1979)

### Entrevistas
- What's It All About (1977) - Presbyterian Church Interview

## Miembros
- Rob Parissi - coros, guitarra (1970–1979)
- Allen Wentz - bajo (1975–1978)
- Bryan Bassett - guitarra (1975–1978)
- Ronald Beitle - batería, percusión (1975–1979)
- Mark Avsec - teclados (1975–1979)
- Coogie Stoddart - guitarra, voz (1973–1975) y (1977–78)
- Donnie Iris - guitarra, voz (1978–1979)